# Chevy Chase
Cornelius Crane „Chevy” Chase (n. 8 octombrie 1943, Lower Manhattan⁠(d), New York, SUA) este un actor american de comedie, scriitor și comedian.
Născut într-o familie proeminentă din New York, Chase a avut o mulțime de locuri de muncă ciudate înainte de a se hotărî să interpreteze roluri de comedie cu National Lampoon. A devenit rapid un membru cheie în distribuția sezonului inaugural al Saturday Night Live.
Chase este, de asemenea, bine cunoscut pentru portretizarea personajului Clark Griswold în seria de filme de vacanță National Lampoon, dar și pentru rolurile sale din alte comedii de succes, cum ar fi Caddyshack (1980), Fletch (1985) și ¡Three Amigos! (1986). El a fost gazda Premiilor Oscar de două ori (în 1987 și 1988) și a avut un scurt talk-show propriu, Chevy Chase Show, care era transmis noaptea târziu. Între 2009-2012, a interpretat un rol principal (Pierce Hawthorne) în serialul de comedie NBC Community (părăsind serialul după ce a filmat deja cele mai multe episoade din sezonul 4).

## Filmografie

### Film
| An   | Film                                  | Rol                                     | Note       |
| ---- | ------------------------------------- | --------------------------------------- | ---------- |
| 1968 | Walk... Don't Walk                    | Trecător                                | Film scurt |
| 1974 | The Groove Tube                       | The Fingers/Geritan/Four Leaf Clover    |            |
| 1976 | Tunnel Vision                         | Rolul său                               |            |
| 1978 | Foul Play                             | Tony Carlson                            |            |
| 1980 | Oh Heavenly Dog                       | Browning                                |            |
| 1980 | Caddyshack                            | Ty Webb                                 |            |
| 1980 | Seems Like Old Times                  | Nicholas Gardenia                       |            |
| 1981 | Under the Rainbow                     | Bruce Thorpe                            |            |
| 1981 | Modern Problems                       | Max Fielder                             |            |
| 1983 | National Lampoon's Vacation           | Clark Griswold                          |            |
| 1983 | Deal of the Century                   | Eddie Muntz                             |            |
| 1985 | Fletch                                | Irwin 'Fletch' Fletcher                 |            |
| 1985 | National Lampoon's European Vacation  | Clark Griswold                          |            |
| 1985 | Spies Like Us                         | Emmett Fitz-Hume                        |            |
| 1986 | ¡Three Amigos!                        | Dusty Bottoms                           |            |
| 1988 | The Couch Trip                        | Condom Father                           |            |
| 1988 | Funny Farm                            | Andy Farmer                             |            |
| 1988 | Caddyshack II                         | Ty Webb                                 |            |
| 1989 | Fletch Lives                          | Irwin 'Fletch' Fletcher                 |            |
| 1989 | National Lampoon's Christmas Vacation | Clark Griswold                          |            |
| 1991 | Nothing But Trouble                   | Chris Thorne                            |            |
| 1992 | Memoirs of an Invisible Man           | Nick Halloway                           |            |
| 1992 | Hero                                  | Deke - Director de știri al canalului 4 |            |
| 1993 | Last Action Hero                      | Rolul său                               | Cameo      |
| 1994 | A Century of Cinema                   | Rolul său                               | Documentar |
| 1994 | Cops and Robbersons                   | Norman Robberson                        |            |
| 1995 | Man of the House                      | Jack Sturgess                           |            |
| 1997 | Vegas Vacation                        | Clark Griswold                          |            |
| 1998 | Dirty Work                            | Dr. Farthing                            |            |
| 2000 | Snow Day                              | Tom Brandston                           |            |
| 2002 | Vacuums                               | Mr. Punch                               |            |
| 2002 | Orange County                         | Principal Harbert                       |            |
| 2003 | Bad Meat                              | Congressman Bernard P. Greely           |            |
| 2003 | Bitter Jester                         | Rolul său                               | Documentar |
| 2004 | Rent-a-Husband                        | Paul Parmesan                           |            |
| 2005 | Ellie Parker                          | Dennis Swartzbaum                       |            |
| 2006 | Funny Money                           | Henry Perkins                           |            |
| 2006 | Doogal                                | Train                                   | Doar voce  |
| 2006 | Goose on the Loose                    | Congreve Maddox                         |            |
| 2006 | Zoom                                  | Dr. Grant                               |            |
| 2009 | Stay Cool                             | Principal Marshall                      |            |
| 2010 | Hot Tub Time Machine                  | Repairman                               |            |
| 2010 | Jack and the Beanstalk                | Antipode                                |            |
| 2010 | Not Another Not Another Movie         | Max Storm                               |            |
| 2015 | Vacation                              | Clark Griswold                          |            |

### Televiziune
| An        | Emisiune TV              | Rol                | Note                                |
| --------- | ------------------------ | ------------------ | ----------------------------------- |
| 1975–2007 | Saturday Night Live      | Diferite personaje | cca. 35 episoade                    |
| 1993      | The Chevy Chase Show     | Rolul său          | De asemenea scenarist și producător |
| 2003      | Freedom: A History of Us | Diferite personaje | 5 episoade                          |
| 2004      | The Karate Dog           | Cho-Cho (voce)     | film de televiziune                 |
| 2006      | Law & Order              | Mitch Carroll      | Episodul "In Vino Veritas"          |
| 2007      | Family Guy               | Clark Griswold     | Episodul "Blue Harvest"             |
| 2009      | Hjälp! (Help!)           | Dan Carter         | 8 episoade                          |
| 2009      | Chuck                    | Ted Roark          | 3 episoade                          |
| 2009      | Family Guy               | Rolul său          | Episodul "Spies Reminiscent of Us"  |
| 2009–2013 | Community                | Pierce Hawthorne   | 71 de episoade                      |

## Legături externe
- Materiale media legate de Chevy Chase la Wikimedia Commons
- Chevy Chase la Internet Movie Database
- en Chevy Chase la Internet Off-Broadway Database
- Chevy Chase la Yahoo! Movies

- Short Bio Arhivat în 8 martie 2006, la Wayback Machine.
- Interviewed by his daughter
- Discography